# EMD SD7
Az EMD SD7 sorozat egy amerikai 6 tengelyes dízelmozdony, amit 1952 februárja és 1953 novembere között gyártott a General Motors Electro-Motive Division. A mozdony erőforrása egy EMD 567 B 16 hengeres kétütemű dízelmotor, melynek teljesítménye 1500 lóerő (1,1 MW).
Összesen 188 darab épült belőle a különböző vasúttársaságok számára.

## További információ
- Sarberenyi, Robert. EMD SD7 Original Owners. Hozzáférés ideje: August 27, 2006
- EMD SD7 kezelési utasítás (angolul)